# Ernst Zahnow
Ernst Zahnow (* 28. Januar 1890 in Stettin; † 26. Oktober 1982 in Winsen (Luhe)) war ein deutscher Heimatforscher und Schulbuchautor. Er schrieb heimatkundliche Literatur über Pommern, insbesondere über Stettin, und Schulbücher für den Französischunterricht.

## Leben und Leistungen
Ernst Zahnow wurde am 28. Januar 1890 in Stettin geboren. Dort besuchte er das Schiller-Realgymnasium. Anschließend studierte er Geographie, Germanistik und Romanistik an der Universität Berlin, der Universität Caen in Frankreich und der Universität Greifswald. Er gehörte seit dem Studium der Neuphilologischen Verbindung Greifswald (später Wissenschaftliche Verbindung Baltia Greifswald) an.
Er wählte den Beruf des Gymnasiallehrers und begann 1914 als Studienreferendar am Marienstiftsgymnasium in seiner Heimatstadt Stettin. Im Ersten Weltkrieg diente er zunächst als Soldat an der Ostfront, dann als Dolmetscher im Kriegsgefangenenlager in Schneidemühl. 1919 wurde er Lehrer am Gesenius-Wegener-Oberlyzeum in Stettin, wo er 1920 zum Studienrat und 1929 zum Oberstudienrat ernannt wurde. Seit 1920 war er mit Frieda, geb. Riemer, verheiratet. Im Zweiten Weltkrieg war er zunächst als Dolmetscher in Westfrankreich eingesetzt, kehrte 1944 dann aber zunächst in den Schuldienst zurück, wo er anfangs in nach Rügen verlegten Stettiner Schulen, danach wieder in Stettin selber unterrichtete. Im Januar 1945 wurde er zum Volkssturm eingezogen und nahm an Rückzugsgefechten durch Pommern teil, bis er wieder nach Rügen kam. Nachdem Stettin nach dem Zweiten Weltkrieg an Polen gekommen war, ging er 1946 von Rügen nach Westdeutschland. Von 1947 bis zu seinem Ruhestand 1952 war er Gymnasiallehrer am Athenaeum Stade. Er starb am 26. Oktober 1982 in Winsen (Luhe).
In Westdeutschland engagierte sich Zahnow in Vertriebenenverbänden. So war er Gründungsmitglied des Mitteldeutschen Kulturrats und Mitglied des Bundesvorstands der Pommerschen Landsmannschaft.
Zahnow schrieb heimatkundliche Bücher und Aufsätze über Pommern, insbesondere über Stettin. Nach dem Zweiten Weltkrieg war er Mitherausgeber eines Pommerschen Liederbuches. In den 1950er Jahren gestaltete er eine Schulwandkarte über Pommern, die im Flemmings Verlag in Hamburg erschien.
Ernst Zahnow ist ferner der Verfasser von Schulbüchern für den Französisch-Unterricht.
Zahnows heimatkundlicher Nachlass kam in die Bibliothek im Pommern-Zentrum in Lübeck-Travemünde.

## Auszeichnungen
- Pommerscher Kulturpreis der Pommerschen Landsmannschaft, 1967
- Pommersche Ehrennadel in Gold
- Goldene Ehrennadel des Bundes der Vertriebenen
- Ehrenmitglied des Mitteldeutschen Kulturrates

## Werke

### Heimatkundliche Einzelschriften
- Ernst Zahnow: Wanderziele in und um Stettin. Ein Ratgeber für Schulen, Jugendverbände und Heimatfreunde. Saunier, Stettin 1933.
- Ernst Zahnow: Was sehe ich von Bord an Gewässern, Landsichten, Ortschaften, Seezeichen? Saunier, Stettin 1933.
- Ernst Zahnow: Chronik der Stadt Stettin. C. H. Weise, Berlin 1938.
- Wilhelm Wapenhensch, Ernst Zahnow: Mien Pommerland. Pommersches Liederbuch. Pommersche Landsmannschaft, Hamburg 1958.

### Schulbücher
- Ernst Zahnow: Westermanns französisches Unterrichtswerk für höhere Lehranstalten. 4 Bände. Braunschweig 1948–1951.

### Aufsätze (Auswahl)
- Ernst Zahnow: Gelöste und ungelöste Fragen um das Mündungsgebiet der Peene. In: Mitteldeutsches Jahrbuch. 1956, S. 158–171.
- Ernst Zahnow: Louis Douzette. Zum 150. Geburtstag des Malers der Mondscheinlandschaft. In: Pommersches Heimatbuch. 1984, S. 48–54.